# Chersotis grammiptera
Chersotis grammiptera là một loài bướm đêm trong họ Noctuidae.